# Нукарены
Нукарены (рум. Nucăreni, Нукэрень) — село в Теленештском районе Молдавии. Относится к сёлам, не образующим коммуну.

## География
Село расположено на высоте 76 метров над уровнем моря.

## Население
По данным переписи населения 2004 года, в селе Нукэрень проживает 1065 человек (535 мужчин, 530 женщин).
Этнический состав села:
| Национальность | Число жителей | Процентный состав |
| -------------- | ------------- | ----------------- |
| молдаване      | 1028          | 96.53             |
| румыны         | 30            | 2.82              |
| русские        | 3             | 0.28              |
| украинцы       | 2             | 0.19              |
| болгары        | 1             | 0.09              |
| прочие         | 1             | 0.09              |
| Всего          | 1065          | 100%              |